# Richard Wilhelm
Pour les articles homonymes, voir Wilhelm.
Richard Wilhelm, né le 10 mai 1873 à Stuttgart et mort le 2 mars 1930 à Tübingen, est un missionnaire protestant, traducteur et sinologue allemand. On lui doit la traduction de maints ouvrages de philosophie du chinois vers l'allemand, qui à partir de cette langue ont été à leur tour traduits dans d'autres langues européennes.

## Biographie
Missionnaire protestant allemand; il arrive en Chine en 1899. Cultivé et respectueux (il se vantera de n'avoir fait aucun baptême) des traditions de son pays d'accueil, il se lie avec un lettré chinois de la famille de Confucius qui l'initie à l'enseignement secret du Ji King. Ce lettré, conscient de la décadence de l'empire chinois et prévoyant son futur naufrage culturel après la première guerre mondiale, choisit de transmettre ce savoir à un tenant d'une culture différente. Wilhelm entreprend la traduction sous la direction et le contrôle de son maître chinois.
Rappelé en Allemagne vers 1920, Wilhelm publie son I Ging en 1924 à Iéna.
Cette traduction du Yi Jing ainsi que celle d'un autre texte chinois, Le Mystère de la fleur d'or, sont considérées comme parmi les meilleures. Les versions allemandes de ces deux ouvrages contiennent une introduction du psychologue Carl Gustav Jung, ami de Wilhelm.